# スクールズ・アウト (アルバム)
『スクールズ・アウト』（School's Out）は、アメリカ合衆国のロック・バンドであるアリス・クーパーが1972年に発表した、5作目のスタジオ・アルバム。

## 背景
タイトル曲「スクールズ・アウト」では、プロデューサーのボブ・エズリンが集めた児童たちのコーラスが使用された。この曲はボーカリストのアリス・クーパーの自信作で、彼は2008年に『エスクァイア』誌のインタビューにおいて「『スクールズ・アウト』を仕上げた時、俺達は国歌を作ったんだって悟ったんだ。俺は学校最後の日のフランシス・スコット・キーになったのさ」と語っている。
「マイ・スターズ」には、1975年にバンドが解散した後にソロ活動を始めたクーパーのバック・バンドのギタリストとなるディック・ワグナーがゲスト参加した。
オリジナルLPは学校の机を模して開閉できる変形ジャケットとなっており、また、紙製のパンティにレコードが包まれていた。これらのギミックは、2011年に発売された紙ジャケットSHM-CDでも再現された。

## 反響
本作はセールス的に成功を収めた。母国アメリカのBillboard 200では2位に達して初のトップ10入りを果たし、1972年7月にはRIAAによってゴールドディスクに認定されて、1990年9月にはプラチナディスクに認定されている。また、本作からのシングル「スクールズ・アウト」はBillboard Hot 100で7位に達した。全英アルバムチャートでは20週チャート・インして最高4位に達し、やはり初のトップ10入りを果たした。日本のオリコンLPチャートでは初のトップ100入りを果たしている。

## 収録曲
4. 9.はインストゥルメンタル。
1. スクールズ・アウト "School's Out" (Alice Cooper, Glen Buxton, Michael Bruce, Dennis Dunaway, Neal Smith) – 3:30
2. ルニー・テューン "Luney Tune" (A. Cooper, D. Dunaway) – 3:43
3. ガター・キャット対ジェッツ "Gutter Cat Vs. the Jets" (G. Buxton, D. Dunaway, Leonard Bernstein, Stephen Sondheim) – 4:40
4. ストリート・ファイト "Street Fight" (A. Cooper, G. Buxton, M. Bruce, D. Dunaway, N. Smith) – 0:53
5. ブルー・ターク "Blue Turk" (A. Cooper, M. Bruce) – 5:33
6. マイ・スターズ "My Stars" (A. Cooper, Bob Ezrin) – 5:49
7. パブリック・アニマル#9 "Public Animal #9" (A. Cooper, M. Bruce) – 3:54
8. アルマ・メイター "Alma Mater" (N. Smith) – 4:27
9. グランド・ファイナル "Grande Finale" (A. Cooper, G. Buxton, M. Bruce, D. Dunaway, N. Smith, B. Ezrin, Elmer Bernstein, Mack David) – 4:26

## 参加ミュージシャン
- アリス・クーパー - ボーカル
- グレン・バクストン - ギター
- マイケル・ブルース - ギター、キーボード
- デニス・ダナウェイ - ベース
- ニール・スミス - ドラムス

アディショナル・ミュージシャン
- ディック・ワグナー - ギター(on #6)
- ボブ・エズリン - キーボード
- ロッキン・レジー・ヴィンセント - ギター、バッキング・ボーカル